# قنات سفيدكن (فتح أباد)
قنات سفیدكن (بالفارسية: قنات سفیدکن) هي مستوطنة تقع في إيران في Fathabad Rural District.